# La Providencia, Matlapa
La Providencia är en ort i Mexiko.   Den ligger i kommunen Matlapa och delstaten San Luis Potosí, i den sydöstra delen av landet, 210 km norr om huvudstaden Mexico City. La Providencia ligger 126 meter över havet och antalet invånare är 116.
Terrängen runt La Providencia är huvudsakligen kuperad, men söderut är den bergig. La Providencia ligger nere i en dal. Runt La Providencia är det tätbefolkat, med 476 invånare per kvadratkilometer. Närmaste större samhälle är Tamazunchale, 11,8 km sydost om La Providencia. I omgivningarna runt La Providencia växer i huvudsak städsegrön lövskog.